# Referendo sobre o impedimento presidencial na Roménia em 2007
O referendo sobre o impedimento presidencial de 2007 na Roménia foi realizado se no dia 19 de maio de 2007.
Neste referendo foi decidido se Traian Băsescu seria mantido na Presidência do país. Este referendo surge dois anos depois da eleição de Basescu para a Presidência (Dezembro de 2004) e menos de cinco meses depois da entrada da Roménia para a União Europeia (1 de Janeiro de 2007).
O início do conflito deu-se no dia 19 de abril de 2007, quando o Parlamento da Roménia suspendeu o mandato do presidente da República com a acusação de ter infringido a Constituição. Băsescu foi acusado de tomar atitudes tendenciosas ao se recusar a nomear ministros indicados pelo primeiro-ministro, Călin Popescu-Tăriceanu.
A votação foi largamente favorável à suspensão: 322 votos a favor, 108 contra e 10 abstenções.
Sondagens publicadas antes das eleições indicaram, no entanto, que 75% dos eleitores manifestam apoio ao presidente.

## Resultados
O referendo teve uma baixa taxa de participação, com apenas 44,02% dos 7 984 194 recenseados a comparecerem nas mesas de voto. Traian Băsescu conseguiu um apoio expressivo, regressando à presidência do país com 74,32% dos votos expressos.
| Votos a Favor | 5 933 468 | 74,32%  |
| ------------- | --------- | ------- |
| Votos Contra  | 1 988 845 | 24,90%  |
| Nulos         | 61 881    | 0,78%   |
| Total         | 7 984 194 | 100,00% |